# Maxillaria pulla
Maxillaria pulla är en orkidéart som beskrevs av Jean Jules Linden och Heinrich Gustav Reichenbach. Maxillaria pulla ingår i släktet Maxillaria och familjen orkidéer. Inga underarter finns listade i Catalogue of Life.